# Франсоа дьо Креки
Франсоа дьо Бланшфор, маркиз дьо Креки (François de Blanchefort, Marquis de Créquy) (2 октомври 1629 – 3 февруари 1687) е френски маршал от епохата на Луи XIV.

## Семейство
Внук е на Шарл дьо Бланшфор, маршал от времето на Луи XIII. Семейството произлиза от Фландрия, а имението Креки тогава се намира под испанска власт. По-големият брат на Франсоа, който също се казва Шарл, е близък съветник на краля. Маршалът се жени на 18 години за Катрин дьо Руже, от която има двама сина – Франсоа-Жозеф и Никола-Шарл. И двамата следват военна кариера и стигат до чин Maréchal de camp, което се равнява на съвременното генерал-майор.

## Кариера

### Първи успехи
Военната кариера на Франсоа дьо Креки започва обещаващо. Още като момче участва в последните сражения от Тридесетгодишната война, на 26 години става генерал-майор, а на 30 – генерал-лейтенант. Впечатлява самия Луи ХІV, който го възприема като най-талантливия си офицер. Неговата напълно лоялна позиция по време на Фрондата силно допринася за това, а после и участието му в Битката при дюните (1658) като пръв помощник на Анри дьо Тюрен. За първи път той получава самостоятелно командване на армия по време на Деволюционната война, когато прикрива обсадата на Лил от Луи. Заради това става маршал през 1668 г. Две години по-късно му е възложено да окупира херцогство Лотарингия, което остава под френска власт чак до 1697 г.

### Конфликт с краля и плен
Преди началото на Холандската война старият му приятел Тюрен е издигнат в чин Маршал-генерал – чест, която се оказва рядко и само на най-заслужилите военачалници. Това поставя другите маршали на негово подчинение, но те изказват недоволство. Креки, който до този момент се радва на непрекъснати успехи и таи големи очаквания за себе си, отказва да се подчини и се оттегля в имението си Марин. След смъртта на Тюрен и оттеглянето на Конде (1675) той се връща на служба, за да удържи напора на имперските войски към Елзас. Направляван е от твърде голямата си увереност, което му изиграва лоша шега. На 11 октомври 1675 г. се среща с 12 000 германци в битката при Концер Брюке (близо до Трир), където малката му армия е напълно разбита. Едва се спасява в града, който е подложен на обсада. С огромна смелост той държи повредената крепост, но накрая гарнизонът се разбунтува против него и го принуждава да капитулира. Маршалът е пленен – унижение, каквото Франция не е преживявала отдавна и което Луи ХІV никога не прощава. Според свидетелство на мадам дьо Севине кралят приема новината за пленяването му спокойно и без изненада, казвайки: „Той загуби... защото твърде много вярваше, че ще спечели“.

### Отново на бойното поле
Луи ХІV плаща за освобождаването на Креки, но никога не се отнася към него със същото доверие и уважение. Едва през 1677 г. му възлага нова военна задача, пак срещу имперските войски. Командвани от херцога на Лорен (Лотарингия), те са подновили опита си да навлязат на територията на Франция. Маршалът ги побеждава при Кокерсберг в Елзас, превзема Фрайбург пред очите им и ги побеждава още два пъти – при Райнфелден и Ортенбах. Овладява също така ключовия град Кел, след което изгаря моста над Рейн, по който гражданите на Страсбург ги пропускат неведнъж през войната. Така той изкупва глупостта си от Концер Брюке ако не в очите на краля, то поне в очите на другите командири и войниците.
Последната операция на Франсоа дьо Креки е срещу Люксембург по време на войната от 1683 – 1684 (виж Политика на присъединенията). След това се оттегля поради болест и умира през 1687 г.